# Tago (Monarquía Lusitana)
Tago es el nombre de un rey legendario y mítico de España que aparece en Monarquía Lusitana.
Según el conjunto de obras Monarquía Lusitana, comenzada por el cronista portugués, Fray Bernardo de Brito, Tago habría sido el quinto rey legendario de España tras haber sucedido a Brigo, tal como se describe en el capítulo 7 del primer libro de Monarquía Lusitana.
Otros autores portugueses y españoles mencionarán a este rey mitológico durante los siglos XVI y XVIII. Uno de los más destacados fue el cronista de Carlos I de España, Florián de Ocampo en su obra Los cinco libros primeros de la crónica general de España que recopilaba el maestro Florián de Ocampo, cronista del rey nuestro señor, por mandato de su majestad, en Zamora.
Según de Brito, Tago reinó entre los años 1855 y 1825 a. C. y dio nombre al río Tajo. También le considera el padre mitológico de los lusitanos:

De Tago, quinto rei de Espanha, e do que em seu tempo fizeram nossos Lusitanos.
Monarchia Lusytana. Cap. 7

El historiador español Enrique Gozalbes destacó que el legendario Tago no estaba inspirado ni podía referirse al rey Tagus, histórico caudillo olcade crucificado por Asdrúbal el Bello en el 221 a. C. en Qart Hadash, a quien en ocasiones se le nombra como Tago o Tagum.